# Vicência
Vicência is een gemeente in de Braziliaanse deelstaat Pernambuco. De gemeente telt 27.883 inwoners (schatting 2009).
De gemeente grenst aan Timbaúba, Macaparana, Limoeiro, Buenos Aires, Aliança, São Vicente Férrer en Bom Jardim.